# Paris Pode Esperar
Paris Pode Esperar (Em inglês: Paris Can Wait) é um filme de estrada de comédia romântica de 2016 escrito, co-produzido e dirigido por Eleanor Coppola em sua estreia na direção de filmes, já que todos os seus esforços anteriores de direção foram documentários. É estrelado por Diane Lane, Alec Baldwin e Arnaud Viard.

## Sinopse
Anne (Diane Lane) está em Cannes com seu marido Michael (Alec Baldwin), um proeminente produtor de cinema. Quando o Festival de Cannes termina, ela descobre que as férias que ela e seu marido deveriam passar em Paris serão ligeiramente atrasadas, pois eles precisam primeiro ir para Budapeste. Eles planejam voar para Paris, mas o piloto sugere que Anne não voe devido a uma infecção no ouvido. O parceiro de produção de Michael, Jacques (Arnaud Viard), se oferece para levar Anne pessoalmente a Paris.
O que deveria ser uma curta viagem de carro rapidamente se transforma em uma agradável viagem de lazer, pois Jacques, um foodie francês, não consegue resistir a aproveitar qualquer oportunidade que pode para parar a cada hora ou mais para experimentar novos alimentos. Ele também flerta abertamente com Anne, mas ela começa a questionar suas intenções quando ele usa repetidamente seu cartão de crédito para pagar a conta das refeições gourmet que estão experimentando. Eles visitam uma igreja onde Anne sofre com o bebê que perdeu e diz a Jacques que ela usa o colar medalhão em sua homenagem. Eles compartilham um jantar romântico onde Jacques admira a fotografia de Anne e pergunta por que ela não a compartilha com o marido.
Mais tarde, na estrada, Jacques confidencia que só ele sabe que seu irmão havia tirado a própria vida e carrega esse fardo para que o sobrinho não saiba. Eles finalmente alcançam o lugar onde Anne está e quase se beijam, mas as portas do elevador se fecham sobre eles. Anne vê que Jacques foi embora, mas ele volta para beijá-la apaixonadamente e a convida para um encontro com ele mais tarde em São Francisco.
Dias depois, ela recebe de Jacques um pacote com rosas de chocolate e o dinheiro que lhe emprestou na viagem. Inclui uma nota que a lembra do restaurante onde eles se encontrarão e ela sorri sugestivamente para a câmera.

## Elenco
- Diane Lane como Anne Lockwood
- Alec Baldwin como Michael
- Arnaud Viard como Jacques
- Élise Tielrooy como Martine
- Eleanor Lambert como Alexandra
- Laure Sineux como recepcionista do hotel

## Produção
Em fevereiro de 2015, foi anunciado que Eleanor Coppola iria dirigir o filme a partir de um roteiro que ela havia escrito, com Diane Lane, Yvan Attal e Nicolas Cage se juntando ao elenco do filme, com Fred Roos produzindo pelo estúdio American Zoetrope. Em setembro de 2015, foi anunciado que Arnaud Viard e Alec Baldwin se juntaram ao elenco do filme, substituindo Attal e Cage, respectivamente, com Lifetime se juntando como co-produtora.
O roteiro é baseado em experiências pessoais da diretora, quando teve de viajar de Cannes a Paris, de carro, com um amigo francês. A produção contou com a consultoria enogastronômica de Maria Helm Sinskey, diretora culinária da vinícola Robert Sinskey, no Napa Valley, o filme mantém-se fiel ao mostrar ao público clássicos da harmonização, como a costeleta de cordeiro com Côte-Rôtie, salmonete com os raros Pouilly-Fumé de Didier Dagueneau e prosciutto com melão harmonizado com Châteauneuf-du-Pape.

### Filmagens
A fotografia principal começou em 15 de junho de 2015 e foi concluída em 31 de julho de 2015.

## Lançamento
O filme teve sua estreia mundial na seção Apresentações Especiais no Festival Internacional de Cinema de Toronto de 2016 em 12 de setembro de 2016. Pouco depois, a Sony Pictures Classics adquiriu os direitos de distribuição do filme nos EUA, com lançamento em 12 de maio de 2017.
O filme foi lançado no Brasil em 8 de junho de 2017.

## Recepção
No agregador de críticas Rotten Tomatoes, o filme tem uma classificação de aprovação de 47% com base em 111 resenhas, com uma classificação média de 5,39/10. No Metacritic, o filme tem uma pontuação de 48 em 100, com base em 25 críticos, indicando "críticas mistas ou médias".